# Bernard Joly
Bernard Joly (26 de outubro de 1934 - 10 de janeiro de 2020) foi um político francês que actuou como senador.

## Biografia
Eleito senador em 1995, Joly foi membro do grupo European Democratic and Social Rally. Ele não se candidatou à reeleição em 2004.